# Соціальне житло

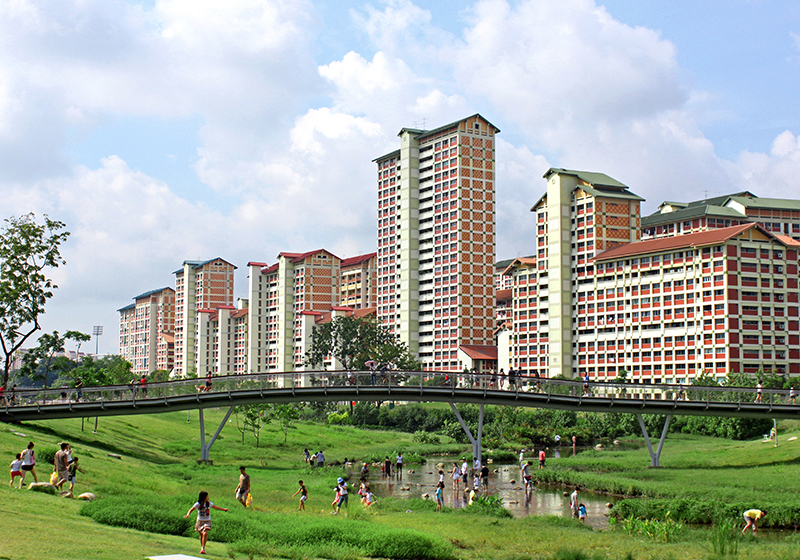
Соціальне житло в Сінгапурі

Соціа́льне житло́ (англ. public housing) — спосіб забезпечення громадян країни житлом, при якому право власності на домоволодіння належить державі або органу місцевого самоврядування.
У Європі поступово знижується роль органів місцевої влади як власників соціального житла.

## Україна
В Україні до соціального належить житло всіх форм власності (крім соціальних гуртожитків) із житлового фонду соціального призначення, що безоплатно надається громадянам України, які потребують соціального захисту, на підставі договору найму на певний строк;
- Соціальний гуртожиток — соціальне житло, яке надається громадянам України на час їх перебування на соціальному квартирному обліку за умови, що таке житло є єдиним місцем їх проживання;
- Соціальний квартирний облік — облік громадян України, які користуються правом на соціальне житло і перебувають у черзі на його отримання;
- Житловий фонд соціального призначення — сукупність соціального житла, що надається громадянам України, які відповідно до закону потребують соціального захисту;

## Велика Британія
У цій країні досить поширеним способом забезпечення населення житлом є соціальний найм житла. Первісно соціальне житло у Великій Британії забезпечувалося благодійними некомерційними організаціями, чітко зорієнтованими на вирішення проблем конкретних соціальних груп. У 1980 році було надано соціальним наймачам право викупу соціального житла. З 1988 року майже все житло соціального найму надається житловими асоціаціями.

## Данія
Соціальним житлом у Данії займаються житлові некомерційні організації, які отримують натомість певні пільги та субсидії. Перша житлова організація була створена у 1919 році, створили її відомі профспілкові діячі, адвокати, вчителі та інші представники інтелігенції. Діяльність житлових асоціацій є досить ефективною, адже за різними статистичними даними Данія є однією з найуспішніших країн світу за забезпеченістю населення житлом. У Данії більша частина витрат на будівництво соціального житла (близько 80%) фінансуються за рахунок іпотеки.

## Нідерланди
У Нідерландах соціальне житло займає понад 30% житлової нерухомості, у Амстердамі перевищує 50%. Соціальним житлом у державі займаються житлові асоціації, здебільшого приватні. Починаючи з 1995 року вони не отримують державні субсидії. Державні кошти не використовуються і для будівництва нового соціального житла. 